# Ore (Frankrijk)
Ore is een gemeente in het Franse departement Haute-Garonne (regio Occitanie) en telt 114 inwoners (2009). De plaats maakt deel uit van het arrondissement Saint-Gaudens.

## Geografie
De oppervlakte van Ore bedraagt 2,8 km², de bevolkingsdichtheid is dus 40,7 inwoners per km².
De onderstaande kaart toont de ligging van Ore (Frankrijk) met de belangrijkste infrastructuur en aangrenzende gemeenten.

## Demografie
Onderstaande figuur toont het verloop van het inwonertal (bron: INSEE-tellingen).